# Rune Jarstein
Rune Almenning Jarstein (* 29. September 1984 in Porsgrunn) ist ein ehemaliger norwegischer Fußballtorwart, der zuletzt beim deutschen Bundesligisten Hertha BSC unter Vertrag stand. 2018 wurde er Fußballer des Jahres in Norwegen.

## Karriere

### Vereine

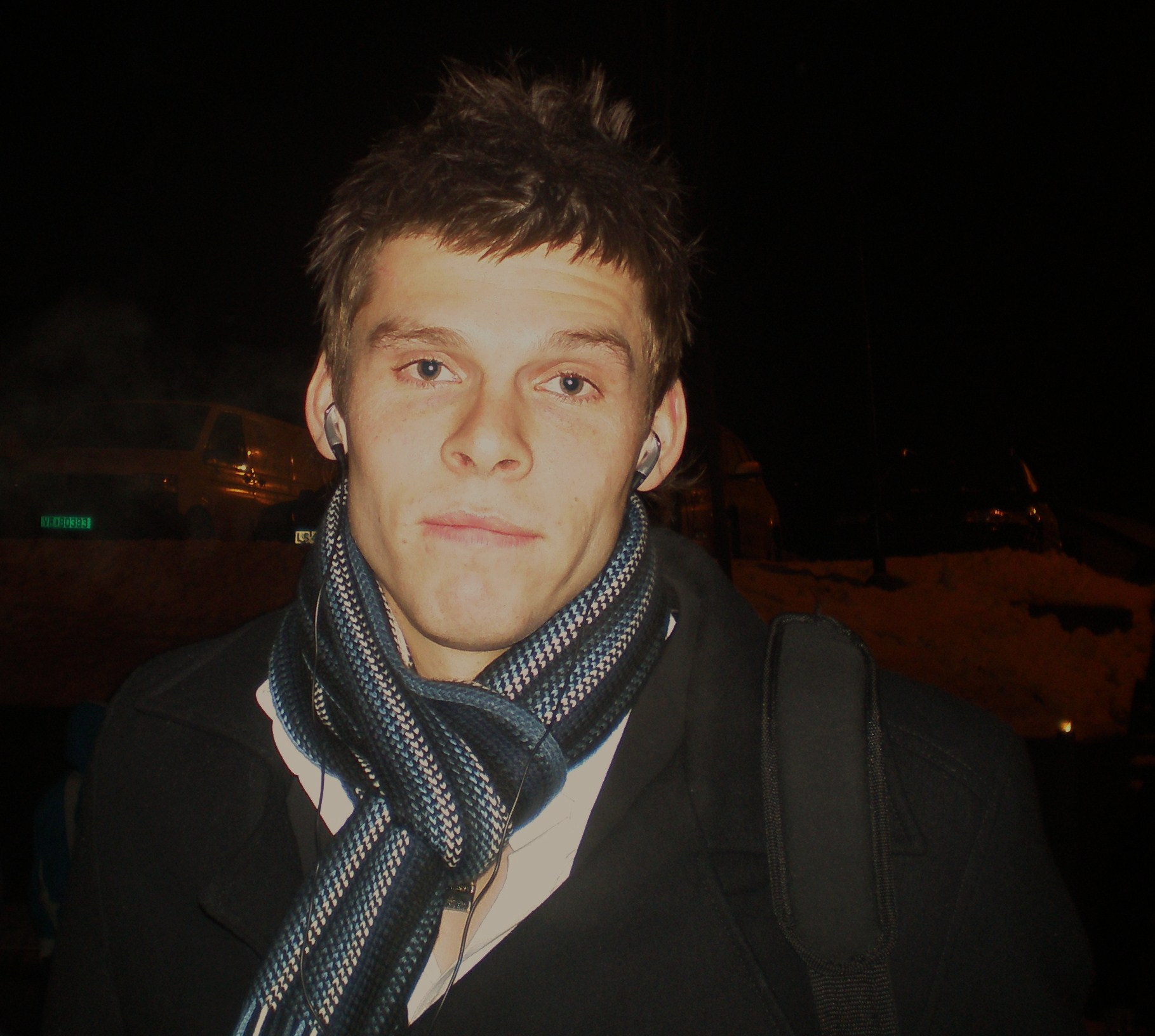
Rune Jarstein, 2009

Rune Jarstein spielte bis 2002 in der Jugend von Herkules IF in Skien. Während dieser Zeit absolvierte er ein Probetraining bei Manchester United.
Im Jahr 2002 verpflichtete ihn der Erstligist Odd Grenland, für den er 18-jährig sein Debüt gab. Als Odd Grenland 2007 abstieg, wechselte er zum Ligakonkurrenten Rosenborg Trondheim, mit dem er zwei Jahre später die Meisterschaft gewann. Als Jarstein seinen Stammplatz an Daniel Örlund verloren hatte, wechselte er 2010 zu Viking Stavanger. Nach vier Spielzeiten und 116 Spielen endete im November 2013 die Vereinszugehörigkeit aufgrund des auslaufenden Vertrages.
Als Verstärkung und als Konkurrenz für Thomas Kraft verpflichtete ihn Hertha BSC als erfahrenen Torhüter ab 1. Januar 2014 und stattete ihn mit einem bis 30. Juni 2016 gültigen Vertrag aus. Sein Bundesligadebüt gab er am 28. März 2014 (28. Spieltag) bei der 0:2-Niederlage im Auswärtsspiel gegen den FC Schalke 04. In der Saison 2015/16 wurde er am fünften Spieltag beim 0:2 in Wolfsburg in der zweiten Halbzeit für den verletzten Stammtorhüter Thomas Kraft eingewechselt. Er blieb die restliche Saison im Tor. Nur beim 0:2 am 31. Spieltag bei Bayern München stand nochmals Kraft im Tor. In der Saison 2016/17 absolvierte er alle 34 Saisonspiele und wurde die neue Nr. 1 in Berlin. Auch in der Saison 2017/18 setzte Trainer Pál Dárdai auf den norwegischen Nationaltorhüter. Jarstein spielte mit Hertha BSC in der Saison 2017/18 in der Europa League.
Zur Saison 2020/21 wurde mit Alexander Schwolow ein weiterer Torwart verpflichtet, der unter dem Cheftrainer Bruno Labbadia die neue „Nummer 1“ wurde. Als Dárdai ab dem 19. Spieltag zur abstiegsbedrohten Hertha zurückkehrte, kehrte Jarstein ins Tor zurück. Er absolvierte acht Ligaspiele, ehe er ab Anfang April 2021 wegen einer COVID-19-Erkrankung ausfiel. Diese wurde zeitweise im Krankenhaus behandelt. Mitte August 2022 wurde er infolge eines Streits mit Torwarttrainer Andreas Menger aus dem Profikader gestrichen. Gegen eine Kündigung zum 30. November 2022 wehrte sich Jarstein, dessen Vertrag eigentlich noch bis zum 30. Juni 2023 gültig war, mit einer Kündigungsschutzklage vor dem Arbeitsgericht Berlin.
Ab Sommer 2022 war Rune Jarstein vereinslos. Am 28. November 2023 gab Jarstein via Instagram sein Karriereende bekannt.

### Nationalmannschaft

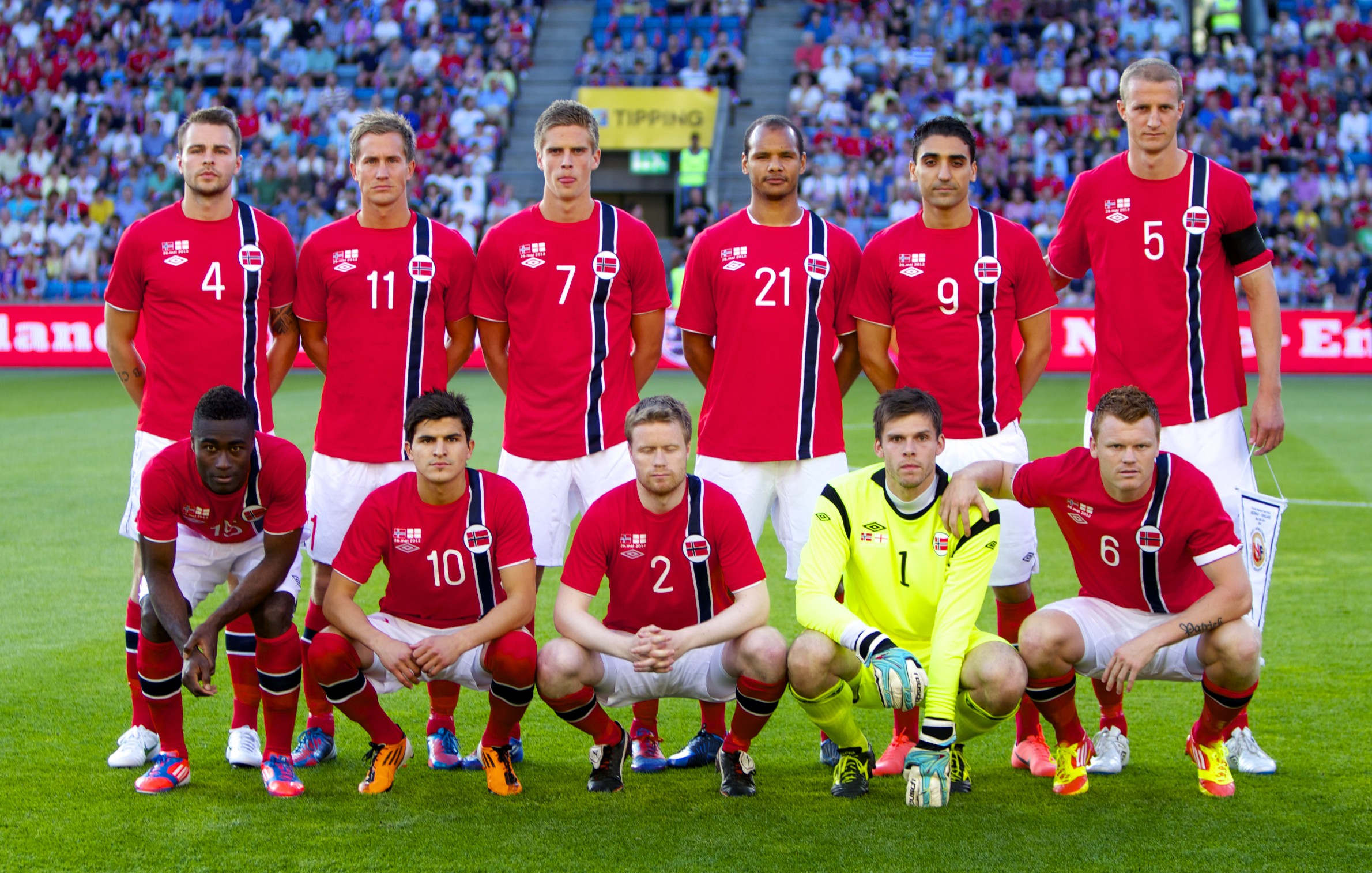
Rune Jarstein (im gelben Trikot) und seine norwegischen Teamkollegen vor dem Freundschaftsspiel gegen England (2012)

Jarstein absolvierte zunächst Länderspiele für die U-16 bis U-21-Nationalmannschaften Norwegens.
Am 22. August 2007 gab er sein Länderspieldebüt in der A-Nationalmannschaft, die in Oslo die Auswahl Argentiniens mit 2:1 bezwang. Auch beim 1:0-Sieg am 11. Februar 2009 in Düsseldorf gegen die Auswahl Deutschlands stand er im Tor.
Lange Zeit hinter Jon Knudsen die „Nummer Zwei“ im norwegischen Tor, etablierte er sich als Stammtorhüter der A-Nationalmannschaft und bestritt ab März 2011 sämtliche EM-Qualifikationsspiele zur Europameisterschaft 2012. Er spielte die Qualifikation für die Weltmeisterschaft 2018 in Russland, wo Norwegen in Gruppe C mit Deutschland, Tschechien, Nordirland, Aserbaidschan und San Marino den vierten Platz belegte.

## Erfolge
Rosenborg Trondheim
- Norwegischer Meister: 2009

Individuell
- Gullballen: 2018